# Prudentius van Troyes
Prudentius (geboren in Spanje; gestorven in Troyes, Frankrijk, op 6 april 861) was een bisschop van Troyes en een opponent van Hincmar van Reims in de 9e-eeuwse theologische controverse over de dubbele predestinatie.

## Leven
In zijn jeugd verliet hij Spanje, waarschijnlijk onder druk van de Saracenen, en kwam naar het Frankisch Rijk, waar hij zijn eigenlijke naam van Galindo veranderde in Prudentius. Hij werd opgeleid aan de Paltsschool in Aken. In 847 werd hij tot bisschop van Troyes benoemd.
In Troyes werd zijn feestdag op 6 april gevierd als die van een heilige, dit hoewel de bollandisten zijn cultus niet erkennen. Zijn werken zijn, met uitzondering van zijn gedichten, geprint in Patrologia Latina, CXV, 971-1458. Zijn gedichten in Mon. Germ. Poetæ Lat., II, 679 sq.

## Theologische standpunten
In de controverse over de dubbele predestinatie tussen Godschalk van Orbais, aartsbisschop Hincmar van Reims, en bisschop Pardulus van Laon, stelde hij zich tegenover Hincmar in een aan hem gerichte brief. In deze brief, die rond 849 werd geschreven, verdedigt hij tegenover Hincmar een dubbele predestinatie, namelijk, de ene voor beloning, de andere voor straf, echter niet voor de zonde. Hij is verder van mening dat Christus alleen stierf voor degenen die daadwerkelijk worden gered.
Dezelfde mening verdedigt hij in zijn De prædestinatione contra Johannem Scotum, die hij in 851 op instigatie van aartsbisschop Wenilo van Sens schreef. Wenilo van Sens had hem de negentien artikelen van Johannes Scotus over de predestinatie ter weerlegging toegezonden. Toch bleek op de synode van Quierzy dat hij de vier artikelen van Hincmar van Reims, waarin de leer van de dubbele predestinatie wordt verworpen, onderschrijft, misschien uit eerbied voor de aartsbisschop, of misschien ook uit angst voor koning Karel de Kale.
In zijn Epistola tractoria ad Wenilonem, geschreven rondom 856, bevestigt hij echter opnieuw zijn vroegere mening en laat hij zijn goedkeuring over de wijding van de nieuwe bisschop Aeneas van Parijs afhangen van diens stellingname met betrekking tot vier artikelen ten gunste van de leer van de dubbele predestinatie.
Van grote historische waarde is zijn voortzetting van de Annales Bertiniani van 835-61, waarin hij een betrouwbare geschiedenis van die periode van de West-Frankische Rijk presenteert.
Hij is ook de auteur van Vita Sanctæ Mauræ Virginis en enige gedichten.

## Voetnoten
1. ↑  Galindo.
2. ↑  Acta Sanctorum, Apr. I, 531
3. ↑  Acta SS. Sept. VI, 275-8

- Bibliothèque nationale de France: cb10621504m (data)
- Gemeinsame Normdatei: 100958753
- International Standard Name Identifier: 0000 0000 4278 4932
- Library of Congress Control Number: no90000711
- Nationale Bibliotheek van Letland: 000250744
- Nationale Bibliotheek van Tsjechië: kup19980000079942
- Nationale Bibliotheek van Israël: 987007281769905171
- Nederlandse Thesaurus van Auteursnamen: 146050517
- Réseau des bibliothèques de Suisse occidentale: 02-A012329097
- Système universitaire de documentation: 113787367
- Virtual International Authority File: 12298702
- WorldCat: E39PCjvWfVhJM6rGvgFQPgR6PP